# Kloster Faldern

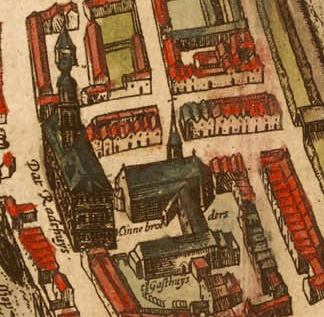
Franziskanerkloster Emden nach der Reformation (Ausschnitt Stadtansicht von Braun Hogenberg, 1575)

Das Kloster Faldern war das einzige Kloster der Franziskaner in Ostfriesland.

## Geschichte
Die Franziskaner gründeten das Kloster wahrscheinlich nach 1317. Aus diesem Jahr existiert eine Urkunde, in der Papst Johannes XXII. einem anfragenden Generalminister namens Michael Fuschi von Cesena (1316–28) Niederlassungen an insgesamt zehn genannten Orten in ganz Europa gestattete, darunter auch zwischen Emden und Faldern. Das Kloster wurde auf dem Gebiet des damals noch nicht zu Emden gehörenden Dorfes Faldern angelegt und gehörte mit weiteren Franziskanerklöstern auf dem Gebiet der heutigen Niederlande zur Kustodie Deventer, die wiederum Teil der kölnischen Ordensprovinz war. Möglicherweise gab es mit einer Walburgiskirche eine Vorgängerinstitution, die unter dem Einfluss des Emder Propstes Wiardus Abdena an die Franziskaner gelangte.
Ab dem Jahre 1369 verband eine Brücke das Kloster (im ansonsten unbewohnten Faldern) mit der Stadt Emden. Die Initiative für den Bau ging wohl auf die Franziskaner zurück, die den direkten Kontakt zu den Menschen in der Stadt suchten, um dort karitativ wirken zu können. Zur Verhütung allen Mißbrauchs wurde die Brücke mit zwei Toren gesichert.
Der nächste vorliegende Beleg, der auf die Existenz des Klosters hinweist, datiert aus dem Jahr 1381, als Bernhard, gardianus in conventu minorum in Phalerna „Guardian im Konvent der Minderbrüder in Phalerna“, als erstgenannter von vier Schiedsrichtern in einem Erbschaftsstreit entschied.
Mehrfach fielen in dem Kloster für die ostfriesische Geschichte bedeutende Ereignisse vor. Im Jahre 1400 fanden nach einer Strafexpedition der Hansestadt Hamburg gegen ostfriesischen Häuptlinge in Faldern Verhandlungen statt, mit denen die Unterstützung der Vitalienbrüder durch die Häuptlinge beendet werden sollte. Die Zusammenkunft endete am 23. Mai des Jahres mit dem Ergebnis, dass die Häuptlinge versprachen, den Seeräubern keine weitere Unterstützung mehr zu gewähren, was aber bald obsolet war.
Am 23. Dezember 1464 war Kloster Faldern Ort der feierliche Zeremonie, mit der Ulrich I. von Kaiser Friedrich III. zum Reichsgrafen von Ostfriesland ernannt wurde. Gleichzeitig wurde er mit der Grafschaft „Norden, Emeden, Emesgonien“ in Ostfriesland belehnt und einer seiner Gefolgsleute, Sibet Attena, zum Ritter geschlagen.
Nach 1485 wurde das Kloster zur Observanz reformiert. Zuvor hatte Graf Edzard I. die vorherigen Bewohner, die dem Zweig der Gaudenten angehörten, nach Beschwerden aus der Emder Bürgerschaft vertrieben. Er ließ das Kloster mit Observanten besetzen, die für eine Rückkehr zu einer strengeren Beachtung (lateinisch Observanz) der ursprünglichen Ordensregeln eintraten.
Nach Einführung der Reformation existierte das Kloster weiter, bis Johannes a Lasco 1557 die Auflösung erreichte, in dem er das Feiern der katholischen Messe in der Kirche verbieten ließ. Im Jahre 1561 verließen die letzten Franziskaner das Kloster. Anschließend nutzte die Stadt die Gebäude als Waisen- und Armenhaus (ein so genanntes Gasthaus). 1570 wurde Faldern in die Stadt Emden eingemeindet und ab 1574 begann in unmittelbarer Nähe des ehemaligen Franziskanerklosters der Bau des prunkvollen Rathauses, das diesen Bereich der Stadt in den Mittelpunkt rückte. Die Gebäude des Klosters wurden in der Folgezeit mehrfach umgebaut, später abgetragen. Erhalten ist lediglich ein 1937 geborgener Grundstein.

## Die Kirche
Die Klosterkirche von Faldern war ein gotischer Backsteinbau im Bettelordensstil. Gemäß dem Armutsidealen des Franziskanerordens war der Bau relativ schlicht und zeichnete sich durch den Verzicht auf Glockentürme und bunte Glasfenster aus. Das Langhaus war in drei Joche unterteilt und hatte ein schmales Seitenschiff. Später wurde dem Gebäude noch ein langer Chor angebaut und nach 1405 schließlich ein Dachreiter mit Glocke zugefügt. Nach der Umwandlung in ein Armen- und Waisenhaus wurde die Kirche in Gasthauskirche umbenannt. Um 1641 erhielt die Kirche eine Orgel mit zwei Manualen für Oberwerk und Rückpositiv. Als Orgelbauer wird Jost Sieburg vermutet, der 1642–53 in der Gegend mit mehreren Orgelbauten bezeugt ist. Ein Umbau erfolgte 1756/58 durch Cornelius Geerds Wallies und wurde nach dessen Tod durch Dirk Lohman vollendet. Nach 1800 wurde ein selbstständiges Pedal ergänzt, wahrscheinlich durch Johann Friedrich Wenthin oder dessen Sohn. Mit dem Brand der Kirche 1938 wurde auch die Einrichtung vernichtet.